# Mattias Lindström (ishockeyspelare)
Mattias Lindström, född 21 mars 1991 i Luleå, uppvuxen i Boden, är en svensk före detta professionell ishockeyspelare. Sedan 2017 spelar han ishockey för Clemensnäs HC i Division 2.
Säsongen 2009-10 blev spolierad på grund av en allvarlig knäskada.